# Clitocybe sinopica
Clitocybe sinopica (Pers.: Fr.) Kummer 1871 è un fungo precoce non comune e di non facile reperibilità.

## Descrizione della specie
Cappello
Il cappello (7–8 cm) si presenta all'origine lievemente convesso, presto depresso e a volte anche fortemente incavato, e di un bel colore mattone tendente al bruno, opaco (rosso di Sinope).
Margine inizialmente involuto, poi irregolare e sottile.
Lamelle
Le lamelle di color crema-biancastro sono appena decorrenti e arcuate.
Gambo
Il gambo (5-6 x 0,8–1 cm) è tendenzialmente concolore al cappello.
Carne
Biancastra, con sfumature rossastre sotto la cuticola, soda.
- Odore: deciso di farina.
- Sapore: di farina.

Spore
Di forma ovale-ellittica con superficie liscia, ialine, 7-10 X 4,5-6,5 micron.

## Habitat
Sotto conifere, in mezzo al muschio, Nasce soprattutto in primavera, più raramente in autunno.

## Commestibilità
Commestibile ma da non raccogliere per la sua rarità.

## Specie simili
L'odore di farina, insieme agli altri aspetti macroscopici, la rende facilmente riconoscibile.
Può essere confusa con Clitocybe Vermicularis che presenta però un odore meno marcato.
In assenza di questo carattere potrebbe essere confusa con:
- Clitocybe subsinopica
- Clitocybe lateritia

## Etimologia
Il nome deriva dal suo colore, assai vicino al rosso di Sinope utilizzato nella tecnica pittorica realizzata con le sinopie, disegni preparatori per un affresco.